# Полк Сити (Ајова)
Полк Сити (енгл. Polk City) град је у америчкој савезној држави Ајова. По попису становништва из 2010. у њему је живело 3.418 становника.

## Демографија
Према попису становништва из 2010. у граду је живело 3.418 становника, што је 1.074 (45,8%) становника више него 2000. године.
| Група             | 2000.         | 2010.         |
| Белци             | 2.292 (97,8%) | 3.301 (96,6%) |
| Афроамериканци    | 7 (0,3%)      | 29 (0,8%)     |
| Азијати           | 7 (0,3%)      | 14 (0,4%)     |
| Хиспаноамериканци | 16 (0,7%)     | 32 (0,9%)     |
| Укупно            | 2.344         | 3.418         |